# Roberto Airaldi
Roberto Airaldi cuyo verdadero nombre era José Agustín Airaldi fue un actor de teatro, de televisión, de radio y de cine argentino que nació  en Buenos Aires, Argentina, el 4 de octubre de 1902 y falleció en Mar del Plata, provincia de Buenos Aires, Argentina, el 8 de diciembre de 1977 tras una extensa carrera artística.

## Carrera profesional
Comenzó su actividad profesional trabajando en la radio como locutor con el seudónimo de Daddy para pasar luego a actor en radioteatros. Después trabajó en el teatro realizando una gira exitosa por países de América. En 1944 actuó junto a Aída Alberti en la obra Amores, de Paul Nivaux en el Teatro General San Martín dirigidos por Orestes Caviglia. En 1951 actuó junto a Alberto Bello y Aída Luz en La dulce enemiga en el Teatro Grand Splendid. El 25 de octubre de 1951 junto a José Cibrián y Nedda Francy estrenó en el Teatro Empire la obra de Roberto Tálice Sábado del pecado.
En la década de 1960 integró la compañía Ángel Magaña-Hilda Rey-Roberto Airaldi con la que en 1965 realizó giras al interior del país como la que llevó a Córdoba con la obra Los derechos de la mujer.
En cine debutó en 1939 en El viejo doctor y pronto quedó consagrado como galán acompañando a diversas actrices: Amelia Bence, Libertad Lamarque, Sabina Olmos y Pepita Serrador, entre otras, recordándose especialmente sus actuaciones en Una mujer de la calle (1939), Los ojos más lindos del mundo (1943) y El deseo (1944).
Viajó a Hollywood para intervenir en The Avengers o Los vengadores (1950) junto a Osvaldo Miranda y Fernando Lamas y se radicó en el extranjero, retornando al país al fin de esa década. Cuando el 1 de octubre de 1960 comienza sus transmisiones Canal 13, Airaldi fue nombrado su gerente artístico.
En 1967 encabezó junto a Sabina Olmos el programa Los Galíndez son así, una telecomedia familiar con Silvia Montanari y Jairo.
La última película en que intervino fue La casa de las sombras, un filme rodado en 1976 que no llegó a estrenarse comercialmente.

## Teatro
- Los disfrazados (1975) Teatro General San Martín
- La novia de los forasteros
- Babilonia

## Filmografía
- La casa de las sombras (1976)
- Más allá del sol (1975)
- Me enamoré sin darme cuenta (1972)
- Mi amigo Luis (1972)
- La maffia (1972) .... Concejal
- Juan Manuel de Rosas (1972)
- Bajo el signo de la patria (1971)
- ¡Arriba juventud! (1971)
- Con alma y vida (1970) … Secretario de Juzgado
- El mundo es de los jóvenes (1970)
- Gitano (1970)
- Fuego (1969) .... Dr. Salazar
- Deliciosamente amoral (1969)
- La ciudad de los cuervos (1969)
- La ruleta del diablo (1968)
- Maternidad sin hombres (1968)
- La novela de un joven pobre (1968) .... Don Lorenzo
- Villa Cariño (1967) .... Inspector
- ¡Al diablo con este cura!  (1967)
- Pimienta (1966) … Fernando Ferrari
- Ritmo nuevo y vieja ola (1965)
- Bicho raro (1965)
- Canuto Cañete, detective privado (1965) .... Barbituri
- La dama del mar (1954)
- La muerte en las calles (1952)
- Patrulla Norte (1951) … Pablo Marán
- The Avengers o Los vengadores (Estados Unidos, 1950) .... Coronel Luis Corral
- La doctora Castañuelas (1950)
- El barco sale a las diez (1948)
- Así te deseo (1948)
- Cumbres de hidalguía (1947)
- Los tres mosqueteros (1946) .... Athos
- Éramos seis (1945)
- Despertar a la vida (1945)
- El juego del amor y del azar (1944) .... Dorante, chofér
- El deseo (1944)
- La verdadera victoria (1944) … Alberto Vivar
- El espejo (1943)
- Los ojos más lindos del mundo (1943)
- Claro de luna (1942)
- El viejo Hucha (1942)
- El camino de las llamas (1942)
- El viaje (1942)
- La novia de primavera (1942)
- Soñar no cuesta nada (1941)
- Caminito de gloria (1939)
- Una mujer de la calle (1939)
- Palabra de honor (1939)
- El viejo doctor (1939)

## Televisión
Director
- El precio del orgullo (1965) Serie

Actor
- El monstruo no ha muerto (1970) mini-serie .... General